# Prognathodes aculeatus
Prognathodes aculeatus là một loài cá biển thuộc chi Prognathodes trong họ Cá bướm. Loài này được mô tả lần đầu tiên vào năm 1860.

## Từ nguyên
Tính từ định danh aculeatus trong tiếng Latinh có nghĩa là "gai góc", hàm ý đề cập đến các tia gai vây lưng dài và cứng chắc của loài cá này.

## Phạm vi phân bố và môi trường sống
Từ North Carolina (Hoa Kỳ) và Bermuda, P. aculeatus được phân bố trải dài về phía nam đến các đảo quốc và vùng lãnh thổ thuộc quần đảo Antilles, dọc theo vịnh México trải dài đến Venezuela và đảo Tobago.
P. aculeatus thường sống trên các rạn viền bờ và có thể được tìm thấy ở độ sâu đến 100 m, nhưng phổ biến trong khoảng 15–55 m.

## Mô tả

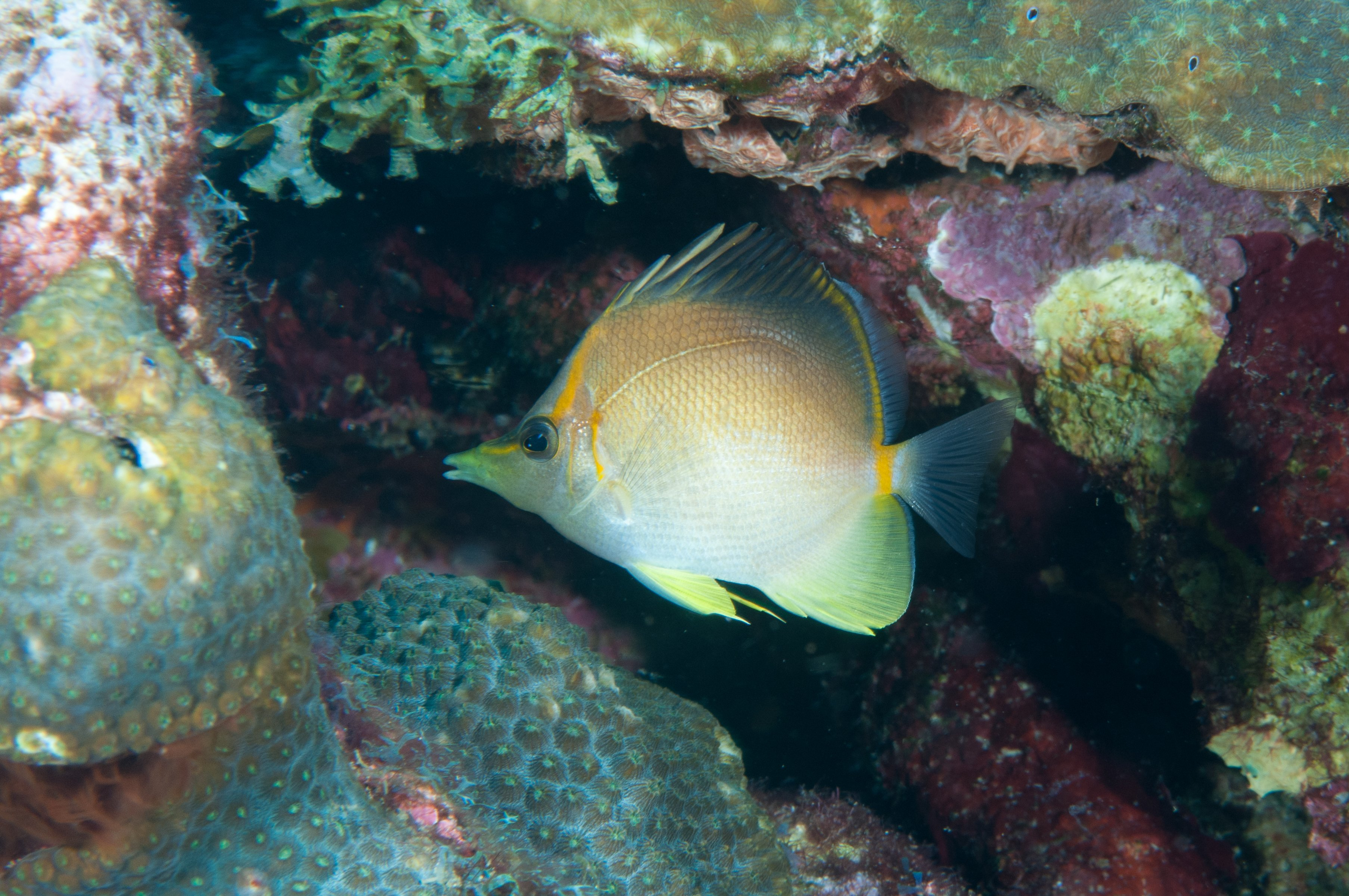
P. aculeatus (ảnh chụp ngoài khơi Galveston, Texas)

Chiều dài lớn nhất được ghi nhận ở P. aculeatus là 10 cm. Nửa thân trên có màu nâu cam, sẫm nâu hơn (gần như đen) ở lưng và vây lưng; thân dưới có màu trắng. Một dải sọc nâu cam sẫm từ mõm ngược lên trán, băng qua mắt. Các gai trước của vây lưng dài hơn các gai còn lại. Vây bụng và vây hậu môn có màu vàng. Vây đuôi trong mờ, màu xám; cuống đuôi có dải màu cam sáng.
Số gai ở vây lưng: 13; Số tia vây ở vây lưng: 18–19; Số gai ở vây hậu môn: 3; Số tia vây ở vây hậu môn: 14–16; Số tia vây ở vây ngực: 13–15; Số gai ở vây bụng: 1; Số tia vây ở vây bụng: 5.

## Sinh thái học
Mõm dài và nhọn giúp P. aculeatus dễ dàng tìm kiếm các loài thủy sinh không xương sống (bao gồm giun nhiều tơ) bên trong các kẽ đá hay rạn san hô, cũng như giữa những cụm cầu gai. Ngoài ra, P. aculeatus còn có thể ăn cả hải miên (bọt biển) và một số loài san hô.
P. aculeatus thường sống đơn độc, nhưng cũng có khi bơi thành đôi (nhất là vào thời điểm sinh sản); cá con có thể hợp thành nhóm (khoảng 8 đến 10 cá thể).

## Thương mại
P. aculeatus là loài cá cảnh phổ biến, thường xuất hiện trong các cửa hàng vật nuôi.